# Irakli Mtsituri
Irakli Mtsituri (in georgiano ირაკლი მწითური?; 13 agosto 1995) è un lottatore georgiano, specializzato nella lotta libera.

## Palmarès
- Mondiali

Nur Sultan 2019: bronzo nei 92 kg;
- Europei

Bucarest 2019: bronzo nei 92 kg;
- Mondiali U23

Bydgoszcz 2017: bronzo negli 86 kg;
- Europei U23

Russe 2016: argento negli 86 kg;
Istanbul 2018: argento nei 92 kg;